# ألان كوكس (لاعب كرة قدم)
ألان كوكس (بالإنجليزية: Alan Cocks)‏ هو لاعب كرة قدم بريطاني في مركز الهجوم، ولد في 7 مايو 1951 في Burscough ‏ في المملكة المتحدة. لعب مع نادي بارسكو ونادي برينتفورد ونادي تشيلسي ونادي رانكورن هالتون ونادي ساوثبورت.